# Henri Sauguet
Henri-Pierre Sauguet-Poupard, född 18 maj 1901 i Bordeaux, död 22 juni 1989 i Paris, var en fransk kompositör.

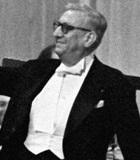
Henri Sauguet

Sauguet föddes i Bordeaux och tog sin moders flicknamn som artistnamn. Hans verk består av operor, baletter, fyra symfonier (1945, 1949, 1955, 1971), konserter, kammar- och körmusik, otaliga sånger samt filmmusik. Även om han experimenterade med konkret musik och utökad tonalitet förblev han motståndare till vissa system och hans musik utvecklades mycket lite: han utvecklade tonala och modala idéer i mjuka linjer, frambringande en värld av klarhet, enkelhet och återhållsamhet.

## Karriär
Sauguet började spela piano i hemmet när han var fem år. Senare fick han lektioner av kyrkoorganisten i Sainte-Eulalie de Bordeaux. När fadern mobiliserades för Första världskriget 1914 blev Sauguet tvungen att vid unga år försörja sig själv. När han anställdes av musikprefekten i Montauban 1919–1920 formade han en vänskap med Joseph Canteloube, en tidigare elev till Vincent d'Indy. Tillsammans samlade de in och harmoniserade traditionella sånger med titeln Chants d'Auvergne (Sånger från Auvergne). Under samma tid fortsatte han sin musikaliska studier för lokala organister och verkade själv som organist i små kyrkor i St-Vincent de Floirac precis utanför staden (1916–22). Kyrkomusik och särskilt orgelarrangemang skulle påverka honom för resten av livet. 
1920 hittade Henri Collet på namnet Les Six för en grupp av sex Parisbaserade kompositörer och Sauguet började skriva till en av dessa, Darius Milhaud. Han började också referera till själv och två andra vänner från Bordeaux, Louis Emié och Jean-Marcel Lizotte (kompositör och poet-musiker), som 'Les Trois'. Deras första konsert ägde rum 12 december 1920. På programmet stod verk av 'Les Six' (Georges Auric, Louis Durey, Arthur Honegger, Germaine Tailleferre, Darius Milhaud och Francis Poulenc), tillsammans med "Erik Satie et la jeune musique française". Bland kompositionerna av de tre lokala musikerna av 'den unga franska musiken' återfanns Sauguets fyrhändiga Danse nègre och hans Pastorale pour piano.
Sauguets korrespondens med Milhaud ledde till att den senare bad att få se några av hans verk. Han skrev en pianosvit med titeln Trois Françaises (Tre fransyskor) vilken imponerade Milhaud så att han uppmuntrade den unge mannen att flytta till Paris. När han anlände i oktober 1921 fick han arbete som sekreterare på Musée Guimet. I sex år studier han komposition för Charles Koechlin, som han tackade för att ha lärt honom förstå musik och hitta sin egen stil.
1923 bildade Sauguet, tillsammans med tre andra beundrare av Erik Saties musik (Henri Clicquot-Pleyell, Roger Désormière, Maxime Jacob), 'School of Arcueil', namngiven efter platsen för Saties hem. Med Saties stöd hade de sin första konsert den 25 oktober 1923 på Théâtre des Champs-Elysées. 1924 introducerade Satie Sauguet för Sergej Djagilev, den flamboyante impressarion för Ballets Russes, och han skrev sin första balett Les Roses (Rosorna) samma år. 1927 satte Djagilevs kompani upp baletten La Chatte (Katten) med musik av Sauguet 30 april i Monte Carlo. Handlingen rör sig kring en ung man som förälskar sig i en katt, vilken antar en mänsklig form medelst Afrodites hjälp. Medan de älskar ser kattkvinnan en mus och kan inte motstå att jaga den varpå hon förvandlas tillbaka till en katt. Baletten koreograferades av den unge George Balanchine.

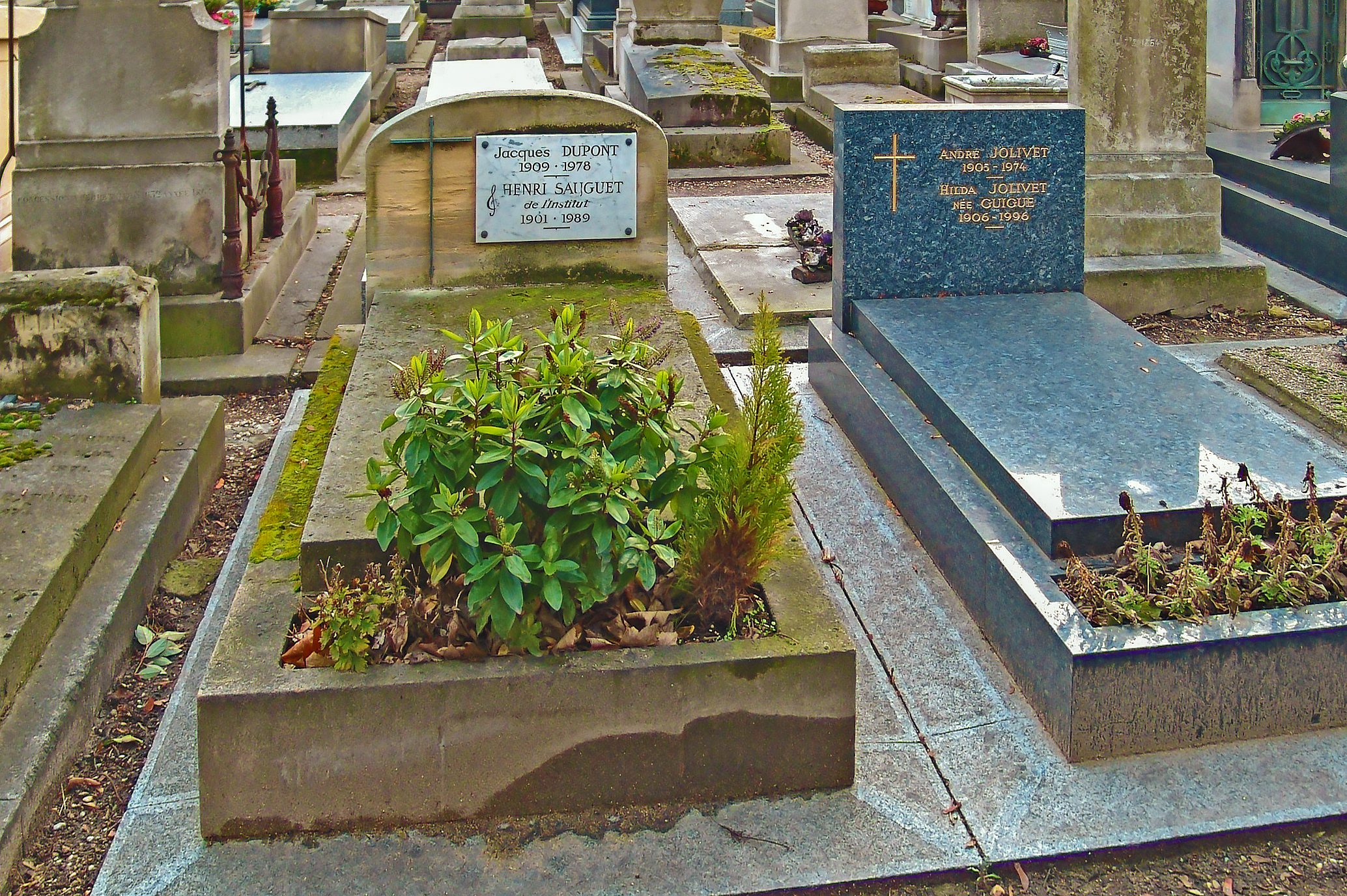
Sauguets grav bredvid André Jolivets

Sauguet erhöll sin största popularitet genom sina baletter av vilka han skrev över tjugo. Den bästa av dessa, och den som han är mest känd för utanför Frankrike, var Les Forains (1945) om en begåvad, lätt bedagad, men ändå hoppfull kringresande cirkustrupp. Han skrev även flera verk för radio, television, scen, film, samt ett stort antal kammar- och instrumentalverk, däribland solonummer för dragspel och såg, men hans största talang låg inom vokalmusik. Han arbetade i över tio år på La Chartreuse de Parme (Kartusianklostret i Parma, 1936) - efter Stendhals roman med samma namn. Operan ansågs i Frankrike vara hans bästa verk, men internationellt ansågs den sakna känsla och drama. Andra operaverk var La Contrebasse (1930), La Gageure Imprévue (1942) Les Caprices de Marianne (1954) och Boule de Suif (1978).
Krigsperioden förändrade Sauguets verk, vilka tidigare hade kännetecknats av sorgfrihet. Han använde sin berömmelse att hjälpa sina judiska vänner men förlorade den äldste av dem, Max Jacob, som dog i interneringslägret Drancy. Efter kriget slutförde han sin Symfoni nr 1, känd som Expiatoire, som en hyllning till krigets oskyldiga offer. Denna följdes 1949 av hans andra symfoni, känd som Alegórique eller Les saisons. Hans tredje symfoni är känd som I.N.R. och hans fjärde, en meditation över ålderdom skriven då han närmade sig de sjuttio, som Du Troisième Age. 1945 skrev han skådespelsmusik till premiären av La Folle de Chaillot av Jean Giraudoux.
Sauguet arbetade som musikkritiker under 1930- och 1940-talen. Han grundade Kompositörernas fackförening och ägnade tid åt Una Voce, en organisation som arbetade med att bevara latinska och traditionella hymner i den romersk-katolska liturgin.

## Sista åren
1956 tilldelades Sauguet Hederslegionen och 1976 efterträdde han sin vän Milhaud i Franska akademien.
Sauguets personliga förhållande med scenografen och dekoratören Jacques Dupont varade till den senares död 1978.
Efter att Sauguet avled i Paris 1989 begravdes han på Montmartrekyrkogården i samma grav som Dupont och bredvid André Jolivet i Sektor 27, nära Hector Berliozs grav.
Sauguets självbiografi Musique, ma vie (Musik, mitt liv) publicerades posthumt 1990.